# スンダ
スンダ（梵: सुन्द, Sunda）は、インド神話に登場するアスラあるいはヤクシャである。主に、
- ウパスンダの兄弟
- ターラカーの夫

の2人が知られている。以下に説明する。

## ウパスンダの兄弟
ダイティヤ族に属するアスラである。ニクムバあるいはニスンダ（Nisunda）の息子。兄弟はウパスンダ。
スンダとウパスンダ兄弟は三界（天上界、地上界、地下界）を征服してデーヴァ神族からの支配をアスラ族の元へと奪還した。そこでブラフマー神は三界奪回のためにスンダとウパスンダを自滅に追い込むべく、ヴィシュヴァカルマンが作り上げた絶世の美女、アプサラスのティローッタマーを二人に差し向けた。ティローッタマーを見たとたん、スンダとウパスンダはティローッタマーを奪い合い、やがて兄弟でありながら死闘を繰り広げ、自滅した。これは『マハーバーラタ』に登場する有名なシーンでもある。

## ターラカーの夫
ヤクシャ族のジャンバの息子。ヤクシャの王スケートゥの娘ターラカーと結婚し、息子マーリーチャをもうけた。スンダが聖仙アガスティヤに滅ぼされたとき、ターラカーとマーリーチャはアガスティヤに復讐しようとした。しかし逆に呪われてターラカーは醜い人喰いのヤクシニーに、マーリーチャはラークシャサと化した。